# Makrokylindrus vitiasi
Makrokylindrus vitiasi är en kräftdjursart som beskrevs av Lomakina 1958. Makrokylindrus vitiasi ingår i släktet Makrokylindrus och familjen Diastylidae.
Artens utbredningsområde är Kamtjatka. Inga underarter finns listade i Catalogue of Life.